# Silke Günther
Silke Günther (Berlín Este, RDA, 29 de diciembre de 1976) es una deportista alemana que compitió en remo.
Ganó cuatro medallas en el Campeonato Mundial de Remo entre los años 2001 y 2007, y dos medallas en el Campeonato Europeo de Remo, en los años 2007 y 2010.
Participó en los Juegos Olímpicos de Atenas 2004, ocupando el quinto lugar en la prueba de ocho con timonel.

## Palmarés internacional
| Campeonato Mundial | Campeonato Mundial          | Campeonato Mundial | Campeonato Mundial |
| Año                | Lugar                       | Medalla            | Prueba             |
| ------------------ | --------------------------- | ------------------ | ------------------ |
| 2001               | Lucerna (Suiza)             | Medalla de bronce  | Ocho con timonel   |
| 2002               | Sevilla (España)            | Medalla de bronce  | Ocho con timonel   |
| 2003               | Milán (Italia)              | Medalla de oro     | Ocho con timonel   |
| 2007               | Múnich (Alemania)           | Medalla de plata   | Cuatro sin timonel |
| Campeonato Europeo |                             |                    |                    |
| Año                | Lugar                       | Medalla            | Prueba             |
| 2007               | Poznań (Polonia)            | Medalla de plata   | Ocho con timonel   |
| 2010               | Montemor-o-Velho (Portugal) | Medalla de bronce  | Ocho con timonel   |